# Nasi Felippe
Nasi Felippe, mais conhecido como Amendoim (Beirute - 1 de janeiro de 1905 – ?) foi um futebolista libanês que atuava como volante.
Foi o primeiro asiático a vestir a camisa do Corinthians.
Ganhou este apelido porque quando criança gostava de roubar amendoins do empório do pai dos irmãos Apparício, ídolos do Corinthians.

## Carreira
Chegou ao Corinthians em 1929, vindo do Sírio, e jogou apenas um amistoso com a camisa alvinegra, em 30 de maio, na derrota para o Atlético-MG por 4 a 2, no Estádio Presidente Antônio Carlos, em Belo Horizonte.
Logo após, seguiu para o Santos.